# Joaquín Morales Solá
Joaquín Morales Solá (San Miguel de Tucumán, 6 de agosto de 1950) es un periodista especializado en política con trayectoria en medios gráficos y televisivos de Argentina.

## Biografía

### Comienzos
Morales Solá cursó estudios en la Facultad de Derecho de la Universidad Nacional de Tucumán. Realizó cursos de Comunicación Social en la Universidad de Harvard.[cita requerida]

## Trayectoria
Comenzó su carrera periodística a los 16 años, ingresó al diario tucumano La Gaceta, donde su padre era jefe de redacción.
A los 20 años de edad, se convirtió en corresponsal del diario Clarín de Buenos Aires.

### Durante la dictadura militar (1976-1983)

#### Corresponsal en Tucumán
En 1975, se trasladó a la Capital Federal para ejercer como prosecretario de la sección Política de Clarín. A través de sus crónicas en La Gaceta y Clarín, Solá relataba lo que sucedía durante el Operativo Independencia, combate que llevaron a cabo los generales Acdel Vilas y Antonio Domingo Bussi junto a las fuerzas armadas contra las guerrillas en aquella provincia.

#### La polémica de la foto recortada
El diario Miradas al Sur publicó una fotografía que fue replicada por medios oficialistas como el programa 6,7,8 que dijo que mostraba a Morales Solá durante un operativo del general Vilas, foto que según aquel medio vinculaba al periodista con la represión ilegal. El diario Perfil publicó la misma foto acompañada por la reproducción de la fotografía original -a la que el medio dijo haber tenido acceso- donde se ve que estaba acompañado por el fotógrafo del diario que lo acompañaba en ese momento, con la cámara en mano para retratar la noticia. Consultado Morales Solá dijo que “En esa foto tenía la misma edad que Héctor Timerman cuando se fotografiaba sonriente con Videla y mucho menos edad que Kirchner cuando se fotografiaba con un general represor sin ninguna razón profesional porque él nunca fue periodista”.
Cuando Morales Solá iba a concurrir a declarar como testigo citado por un juez federal, el diario El Argentino afirmó que el caso del biografiado había sido estudiado como colaboracionista de la dictadura por organismos de DDHH.
El periodista Hernán López Echagüe afirma en su libro "El enigma del general" (1991) que M. Solá participó de un agasajo que Bussi brindó a periodistas por "su colaboración en la lucha contra la subversión". Además, relata que Solá solía recibir dinero por parte de Bussi. En 2010 fue llamado a dar declaración testimonial en una causa judicial en que se investigaban crímenes de lesa humanidad en el Operativo Independencia. Solá declaró que se trataba de "una campaña sucia de la SIDE".

### Década de 1980
Hasta 1987, se mantuvo como segundo jefe de Redacción y autor de la columna política dominical del diario Clarín. Su mirada de la transición democrática y el análisis del mandato de Raúl Alfonsín fue la base para su primer libro, Asalto a la ilusión, que recogió buenas críticas y el contacto directo con fuentes de primer orden en el gobierno.[cita requerida]

### Década de 1990
Fue el principal columnista político de la revista Noticias entre 1992 y 1993. Desde 1993, es columnista político del diario La Nación. En el segundo lustro de esa década formó parte de las organizaciones privadas Periodistas (desaparecida en 2003), y es miembro de la Academia Nacional de Periodismo.
Fue columnista de Bernardo Neustadt en Tiempo Nuevo, hasta que el conductor, tras quedar internado, apeló al presidente Carlos Menem para que lo suplantara. Solá decidió irse.[cita requerida] En 1996 fue columnista de Telefe Noticias.
En octubre de 1996 debutó en la pantalla de Canal 9 conduciendo el programa Dos en la Noticia junto a Magdalena Ruiz Guiñazú, aunque ella estuvo solo por un tiempo. El programa siguió emitiéndose hasta diciembre de 1997, siguiendo con el formato de análisis políticos y entrevistas a políticos, incluyendo al entonces presidente Menem.
En 1998 vuelve a la televisión para conducir el programa periodístico Bajo palabra por Canal 9, donde se enfoca en las investigaciones periodísticas sobre política. El programa sale al aire en un momento donde escasean los periodísticos en la televisión argentina, siendo el único junto a Hora clave de Mariano Grondona.

### Década de 2000 y 2010
Desde abril de 2002, conduce Desde el llano en el canal de cable TN hasta diciembre de 2024.
De Néstor Kirchner ha escrito "“Podrán decirse muchas cosas de Néstor Kirchner, pero no que le faltó genio para construir un imperio político desde las ruinas…Ambivalente, como un príncipe del oportunismo, Kirchner nunca terminó de comprender al conjunto de la sociedad argentina…Tenía últimamente, dicen los que lo oían, una desilusionada percepción de las cosas, que jamás la llevaba a las palabras. Empezó a zigzaguear con un objetivo claro: él y su esposa nunca serían derrotados por el voto. Debía, por lo tanto, comenzar la escritura del día después, la de una epopeya culminada abruptamente por la maquinación de la “corporación mediática”, por el sector rural, por el empresariado y por todo lo que expresara un pensamiento distinto del suyo. Todo eso ya era, no obstante, una fascinante reliquia de un mundo abolido.” Fue protagonista de fuertes cruces mediáticos con kirchneristas como Hebe de Bonafini y Luis D'Elía.

## Premios
En 1992, España lo distinguió con el nombramiento de caballero de la Orden de Isabel la Católica. En 2005, le fue otorgado el grado de Caballero de la Legión de Honor de la República Francesa.

## Libros
Ha publicado: 
- Asalto a la Ilusión. Historia secreta del poder en Argentina desde 1983. (Planeta, 1990) ISBN 950-742-013-4. Un análisis del gobierno de Raúl Alfonsín.
- Sin excusas. (Sudamericana, 2001) ISBN 9500723034 (Es una larga entrevista al exvicepresidente “Chacho” Álvarez, sobre la trama secreta de los sobornos en el Senado, las causas de su renuncia y los errores que condujeron al fracaso de la Alianza).[21]
- El sueño eterno. (Planeta-La Nación, 2002) ISBN 9504909272 (análisis del gobierno de Fernando de la Rúa).  Archivado el 19 de marzo de 2021 en Wayback Machine.
- Los Kirchner. La política de la desmesura (2003-2008). (Sudamericana, 2009) ISBN 9789500729703.